# Ralf Glau
Ralf Glau (* 30. November 1956 in Kassel) ist ein deutscher Gamedesigner und Spieleentwickler.
Größere Bekanntheit erlangte er in den späten 1980er Jahren auf dem deutschsprachigen Markt vor allem für seine beiden Wirtschaftssimulationen Hanse und Vermeer. Zunächst für den Commodore 64 bei Ariolasoft veröffentlicht, folgten beide schon nach kurzer Zeit auch für andere zu dieser Zeit populäre Computersysteme wie Amiga, Atari ST, Schneider CPC und DOS.
In der folgenden Zeit unterstützte er weitere junge Entwicklungsteams im Umfeld der Ariolasoft, unter anderem Honey Design bei der Entwicklung ihres ersten Spiels Das Magazin.
Gemeinsam mit dem Grafiker Holger Paulsen und dem Informatiker Harald Uenzelmann gründete er 1989 das Entwicklungsstudio Art Edition. Geplant war, Mehrspieler-Strategiespiele zu entwickeln, die eher die Generation „Mami und Papi“ ansprechen oder „Soziosimulationen“, in denen das Verhalten gegenüber Mitspielern bewertet wird. Zur selben Zeit entschied sich jedoch der Bertelsmann-Konzern aus dem Software- und Computerspielebereich auszusteigen. Ariolasoft wurde von ihrem langjährigen Geschäftsführer Hans-Joachim Krusche übernommen, der das Geschäft als United Software nahtlos weiterführte. In der Zusammenarbeit mit Art Edition blieb es dann aber bei einer Neuveröffentlichung aller bisherigen Erfolgstitel als Compilation Die Ralf Glau Edition im Jahr 1991.
Nach Abschluss seines Studiums der Fachrichtung Produktdesign arbeitete Ralf Glau als Gamedesigner für Ascon, das spätere Ascaron, und wirkte dort an mehreren Spielen mit, vor allem an Elisabeth I. und an den Remakes von Hanse und Vermeer.

## Spiele
- Die Hanse, erschienen 1986 für Amiga, Amstrad CPC, Atari ST, Commodore 64 und DOS bei Ariolasoft
- Vermeer, erschienen 1988 für Amiga, Amstrad CPC, Atari ST, Commodore 64 und DOS bei Ariolasoft
- Yuppi's Revenge, erschienen 1988 für Amiga, Atari ST, Commodore 64 und DOS bei Ariolasoft
- Die Ralf Glau Edition[3], erschienen 1991 für Amiga, Commodore 64 und DOS bei Art Edition bzw. United Software (vormals Ariolasoft)

Als Gamedesigner an der Entwicklung mitgewirkt bei:
- Das Magazin, erschienen 1988 bei Ariolasoft
- Reederei, erschienen 1989 bei Ariolasoft
- Das Haus, erschienen 1990 bei Ariolasoft
- Ritter, erschienen 1991 bei United Software (vormals Ariolasoft)
- Hanse – Die Expedition, erschienen 1994 bei Ascon
- Elisabeth I. (im Englischen unter dem Namen Gloriana), erschienen 1996 bei Ascon
- Vermeer: Die Kunst zu erben, erschienen 1997 bei Ascaron (vormals Ascon)